# Cybersquatting
Cybersquatting (engl. squatter = Hausbesetzer), auch Domänenbesetzung oder Domainsquatting, ist eine abfällige Bezeichnung für das Registrieren von Begriffen als Internet-Domainnamen, die dem Registrierenden eigentlich nicht zustehen. Die Registrierung von Personennamen wird auch als Namejacking, jene von Markennamen als Brandjacking benannt. Bei der Registrierung von Namen und Teilen davon, welche mit Personen von öffentlichem Interesse wie z. B. Musiker, Politiker oder Sportler in Zusammenhang stehen, kann von einer Überschneidung der beiden Vorgehen die Rede sein.

## Übersicht
Häufig registrieren Cybersquatter solche Domains und bieten sie der Person oder Firma an, der eine Handelsmarke gehört, die in dem Domainnamen enthalten ist. Für gewöhnlich verlangen sie einen hohen Preis, der weit über dem ursprünglichen Registrierungsentgelt liegt. Um Druck auf den Rechteinhaber auszuüben, versehen manche Cybersquatter die Website der Domain mit Inhalten, die negative Assoziationen zum Angebot der betreffenden Person oder Firma wecken. Dadurch erhoffen sie sich, dass der Betreffende die Domain eher kauft, auch um den unerwünschten Inhalt entfernen zu können.
Die meisten Cybersquatter registrieren mehrere Varianten einer Domain, um zu verhindern, dass diese von den Personen oder Firmen selbst registriert werden. Ein Cybersquatter, der zum Beispiel eWurstbrot.de registriert, registriert auch eWurstbrot.com, ElektronischesWurstbrot.com, ElektronischesWurstbrot.net und weitere logische Varianten des Ausgangsbegriffes.
Eine Abwandlung des Cybersquatting ist das sogenannte Typosquatting, also das Registrieren von Tippfehler-Domains.
Die Bezeichnung Cybersquatter wird teilweise auch für Personen verwendet, die eine größere Anzahl von Domains ohne Interesse einer späteren Eigenverwendung registrieren, oder generell für alle Personen, die Domains gezielt zum Zweck eines späteren Weiterverkaufs erwerben. Der Cybersquatter bietet diese Domains dann einem Interessenten mit „besseren Rechten“ oder einem besonderen Interesse zu einem möglicherweise recht hohen Preis an, ein Akt, der von manchen als Erpressung angesehen wird. Wegen der Identität oder Ähnlichkeit mit seinem Firmennamen, Personennamen, Marken- oder Produktnamen fühlt sich der Rechteinhaber einem hohen Druck ausgesetzt, die Domain zu erwerben. Aus dieser häufig ungünstigen Verhandlungsposition ergibt sich die oft erhebliche Preisforderung, die sich somit von der Preisbildung am freien Markt unterscheidet. Hat der Interessent tatsächlich bessere Rechte, stehen ihm allerdings Schiedsverfahren und der ordentliche Rechtsweg offen. Dies mag zwar in moralischer Hinsicht problematisch erscheinen, ist in rechtlicher Hinsicht jedoch in einer Vielzahl von Fällen nicht zu beanstanden. Dieses Verhalten wird jedoch besser mit dem Begriff des Domaingrabbings bezeichnet.
Laut einer Umfrage der Europäischen Kommission sind gut ein Viertel der Befragten bereits als Marken- und/oder Domaininhaber von Cybersquatting betroffen gewesen.
Wirtschaftlich gesehen handelt es sich bei Cybersquatting um eine Form der Spekulation. Cybersquatter registrieren (kaufen) zu günstigen Konditionen Domainnamen, von denen sie sich einen hohen Wiederverkaufswert versprechen. Da die Registrierungs- bzw. Unterhaltspreise im Schnitt im zweistelligen Eurobereich und die Verkaufspreise ab drei bis vierstelligen Eurobeträgen anfangen, liegt die Rendite bei nahe 100 % des Verkaufserlöses.

## Rechtliche Lösungen
Streitfälle um die .eu-Top-Level-Domain werden oftmals im alternativen Streitbeilegungsverfahren ADR in Prag verhandelt. Gerade in der Sunrise-Phase der Einführung der .eu-TLD kam es zu einer Reihe von Streitfällen, die im ADR überwiegend aufgrund ungenügend begründeter Markenrechte der Beschwerdeführer abgewiesen wurden. Besondere Bekanntheit erlangte hier der Fall der niederländischen Traffic Web Holding BV, die neue Marken mit einem kaufmännischen Und (&) im Namen anmeldete, das bei der Antragsaufnahme der Domainregistrierung durch das EURid aus dem .eu-Domainnamen gestrichen wird. So erlangte sie in einer großen Zahl an Fällen vor dem eigentlichen Rechteinhaber von Städte- und Markennamen den Zuschlag.
Streitigkeiten um Domains außerhalb Deutschlands werden für gewöhnlich über die Uniform Domain Name Resolution Policy (UDRP) beigelegt, ein Verfahren, das von der Internet Corporation for Assigned Names and Numbers (ICANN) verfasst wurde. Kritiker bemängeln jedoch, dass hierbei große Firmen bevorzugt werden und die getroffenen Entscheidungen häufig weit über die Regeln und die Absicht der UDRP hinausgehen. In der Schweiz wird vor allem die Weltorganisation für geistiges Eigentum (WIPO) angelaufen, in regionalen Fällen in erster Instanz Bezirksgerichte.
Gerichtsverfahren sind eine andere Möglichkeit, um Fälle von Cybersquatting zu klären, aber die Rechtsprechung ist oft ein Problem, da unterschiedliche Gerichte jeweils festgelegt haben, dass der Ort eines Verfahrens entweder durch den Kläger, den Beklagten oder den Standort des Servers, auf dem die Domain registriert ist, festgelegt wird. Die meisten Leute entscheiden sich für eine Beilegung mittels des UDRP-Verfahrens, da dies im Schnitt billiger und für gewöhnlich weitaus schneller als eine Klage ist. Allerdings kann, was auch häufiger vorkommt, ein Gericht über die UDRP hinweg den Fall entscheiden.
Einige Länder haben spezielle Gesetze in Bezug auf Cybersquatting, die über die normalen Gesetze zum Schutz von Handelszeichen hinausgehen. Die USA zum Beispiel führten 1999 den U.S. Anticybersquatting Consumer Protection Act (ACPA) ein.
Die WIPO bemängelte jedoch schon 2001 in einer Studie die gesetzlichen Rahmenbedingungen. Es sei nicht möglich, bei der herrschenden Gesetzeslage Cybersquattern wirksam das Handwerk zu legen. Sie schlug vor, eine international gültige, einheitliche Regelung zu schaffen.
Nach der UDRP können erfolgreiche Beschwerdesteller die Domains löschen lassen (was oft bedeutet, dass jemand anderes sie erneut registriert) oder sie auf ihren Namen übertragen lassen (was bedeutet, dass sie jährliche Entgelte zahlen müssen, um zu verhindern, dass die Domain wieder zum Registrieren freigegeben wird). Nach dem ACPA können Cybersquatter für Ruf- und Geschäftsschädigung bis zu 100.000 US-Dollar haftbar gemacht werden.
Es gab auch bereits mehrere Fälle, in denen Firmen, Einzelpersonen oder Regierungen versuchten, Domainnamen mit Hilfe von falschen Anschuldigungen der Markenverletzung ihren Besitzern zu entziehen.
Teilweise waren diese Verfahren sogar erfolgreich. Diese Praxis wird auch reverse cybersquatting genannt.

## Politik und Marketing
Im Online-Marketing und bei Wahlkämpfen ist es ein beliebtes Hilfsmittel, besondere oder irreführende Domainnamen zu registrieren, um damit zum Beispiel Konkurrenten bloßzustellen oder sich über diese lustig zu machen. Von Parteien wird besonders gerne eine Domain, die scheinbar zu einer gegnerischen Partei gehören müsste, registriert, um dort dann für die „falsche“ Partei Werbung zu machen, was gelegentlich zu einem größeren viralen Erfolg führen kann. Dies wird häufiger als Domaingrabbing bezeichnet, ist technisch gesehen aber eher „Domainsquatting“ (Besetzung einer ungenutzten Domain).